# 나이얼 맥긴
나이얼 맥긴(영어: Niall McGinn, 1987년 7월 20일 ~ )은 북아일랜드의 축구 선수로 현재 스코티시 프리미어십의 던디 FC에서 미드필더 겸 공격수로 뛰고 있으며 2008년부터 북아일랜드 축구 국가대표팀 선수로도 활약하고 있다.

## 클럽 경력

### 던개넌 스위프츠
2005년 고향팀인 던개넌 스위프츠에서 선수 활동을 시작한 뒤 2007-08 시즌까지 리그 42경기 4골을 기록하면서 2006년 UEFA 인터토토컵 진출, 2007-08년 UEFA컵 진출 등에 일조했다.

### 데리 시티
2007-08 시즌 종료 후 리그 오브 아일랜드 프리미어 디비전의 데리 시티로 이적하여 2008 시즌 공식전 44경기 10골을 기록하며 리그 오브 아일랜드컵 우승, 리그 3위 및 2009-10년 UEFA 유로파리그 2라운드 진출을 이끌었다.

### 셀틱 FC
2009-10 시즌을 앞두고 스코티시 프리미어십의 명문팀인 셀틱 FC로 이적하며 2010-11 시즌까지 공식전 36경기 6골을 기록하며 리그 2회 연속 준우승(2009-10, 2010-11), 2009-10 스코티시컵 4강, 2010-11 스코티시컵 우승, 2010-11 스코티시 리그컵 준우승 등에 이바지했다.

### 브렌트퍼드 FC
2010-11 시즌 종료 후 당시 잉글랜드 3부 리그 소속팀인 브렌트퍼드 FC로 임대 이적 후 2011-12 시즌 공식전 41경기 5골로 그 해 팀의 EFL 트로피 4강 진출을 견인했다.

### 애버딘 FC
2011-12 시즌을 마친 후 브렌트퍼드를 떠나 스코티시 프리미어십의 또 다른 명문 구단인 애버딘 FC로 트레이드되어 2016-17 시즌까지 공식전 223경기 68골을 터뜨리며 리그 3회 준우승(2014-15, 2015-16, 2016-17) 및 2013-14 리그 3위, 2013-14 리그컵 우승, 2013-14 스코티시컵 4강, 2014-15 리그컵 4강, 2016-17 리그컵 준우승, 2016-17 스코티시컵 준우승 등을 이끌었다.

### 광주 FC
2016-17 시즌 이후 당시 K리그1 소속팀인 광주 FC로의 이적을 통해 북아일랜드 선수로는 최초로 대한민국 K리그 무대를 밟았고 초반에는 주로 교체 선수로 출전하면서 위협적인 찬스를 많이 생산하는 등 좋은 움직임을 보여주었다.
그러나 이후 날카로운 모습은 온데간데 없어졌고 수비 기여도면에서도 현저히 떨어지는 모습을 보여주면서 주전 경쟁에서 완전히 밀려난 것은 물론 교체 출전조차 하지 못했으며 특히 2017년 9월과 10월 상주 상무와 울산 현대와의 경기에서도 팀내 국내 선수들보다 훨씬 떨어지는 모습을 보이면서 결국 2017 시즌 팀이 2부 리그로 강등된 뒤 계약을 해지하면서 광주의 역대급 먹튀로 전락하는 신세가 되었다.

### 애버딘 FC
2017 시즌 광주에서 쓰라린 실패를 맛본 뒤 친정팀인 애버딘 FC로 복귀하여 2021-22 시즌 리그 초반까지 공식전 135경기 19골로 2017-18 시즌 리그 준우승, 스코티시컵 3회 연속 4강(2017-18, 2018-19, 2019-20), 2018-19 리그컵 준우승 등에 공헌하면서 완벽히 부활하는 모습을 보여주었다.

### 던디 FC
2021-22 시즌이 진행 중이던 2022년 1월 전 시즌 스코티시 챔피언십 준우승팀이자 승격팀인 던디 FC로 이적했으나 팀은 1부 리그로 승격하자마자 12팀 중 꼴찌에 머무르며 1시즌만에 2부 리그로 강등되었다.

## 국가대표 경력
2008년부터 북아일랜드 축구 국가대표팀 선수로 활약하고 있으며 UEFA 유로 2016에 출전하여 조별리그 우크라이나와의 경기에서 골을 기록하며 북아일랜드의 16강 진출에 기여하였다.

## 수상

### 클럽
데리 시티
- 리그 오브 아일랜드컵: 2008

셀틱
- 스코틀랜드컵: 2010–11

애버딘
- 스코틀랜드 리그컵: 2013–14

GAA
- 울스터 마이너 풋볼 챔피언십: 2004
- 올 아일랜드 마이너 풋볼 챔피언십: 2004

### 개인
- PFAI 올해의 영플레이어: 2008
- 애버딘 올해의 선수: 2013
- 스코틀랜드 프리미어리그 이달의 선수: 2012년 10월[1]
- 스코틀랜드 프로페셔널 풋볼 리그 이달의 선수: 2015년 9월[2]